# 神鬼認證系列
谍影重重系列（英語：Bourne）是指包括谍影重重系列小说，谍影重重系列电影，影视剧集，电玩游戏等在内的系列作品。
谍影重重系列起初是美国惊悚小说作家羅勃·陸德倫於1980年代所寫的脍炙人口的三部小说，主要讲述傑森·包恩在失憶後找尋記憶並且終結一切的驚悚故事。陸德倫死後，由勒斯貝德接寫谍影重重系列小说。
谍影重重系列的三部作品于2002年开始被陆续翻拍成由麥特戴蒙饰演的電影，傑森·包恩也成為了家喻戶曉的英雄人物之一，电影故事主線与小说較為不同，但是人物大致相同。2012年谍影重重4上映，故事的人不不再是傑森·包恩，而是講述一名由傑瑞米雷納所饰演的隱匿身分的政府特工亞倫克洛斯的故事。
1988年谍影重重被拍摄成影视剧集。后随着谍影重重效應的持續發酵，该系列的后续发展油然而生，神鬼認證的電玩遊戲于2008年和2012年上市。

## 小说
- 《神鬼认证》（1980）
- 《神鬼疑雲》（1986）
- 《神鬼通牒》（1990）
- 《神鬼傳承》（2004）
- 《The Bourne Betrayal》（2007）
- 《The Bourne Sanction》（2008）
- 《The Bourne Deception》（2009）
- 《The Bourne Objective》（2010）
- 《The Bourne Dominion》（2011）
- 《The Bourne Imperative》（2012）

## 电影
- 《神鬼認證》（2002）
- 《神鬼認證：神鬼疑雲》（2004）
- 《神鬼認證：最後通牒》（2007）
- 《神鬼認證4》（2012）
- 《神鬼認證：傑森包恩》（2016）

## 電視影集
- 《神鬼認證》（1988）
- 《绊脚石》（2019）

## 電子遊戲
- 《神鬼認證》（2008）